# Alexei Wassiljewitsch Sidorow
Alexei Wassiljewitsch Sidorow (russisch Алексей Васильевич Сидоров; * 2. Januar 1969) ist ein ehemaliger russischer Biathlet.

## Werdegang
Sidorow trat international einzig 1997 in Erscheinung. Er gab in Oberhof sein Debüt im Weltcup und wurde 55. des Sprints und 49. der Verfolgung. In Nowosibirsk wurde er zudem 43. eines Einzels und gewann als 16. eines Sprints, seines letzten Weltcup-Rennens, seine einzigen Weltcup-Punkte. Bei den Europameisterschaften 1997 in Windischgarsten gewann er an der Seite von Wladimir Bechterew, Andrei Padin und Eduard Rjabow hinter der Vertretung aus Deutschland und vor den Norwegern die Silbermedaille im Staffelwettbewerb.

## Biathlon-Weltcup-Platzierungen
Die Tabelle zeigt alle Platzierungen (je nach Austragungsjahr einschließlich Olympische Spiele und Weltmeisterschaften).
- 1.–3. Platz: Anzahl der Podiumsplatzierungen
- Top 10: Anzahl der Platzierungen unter den ersten zehn (einschließlich Podium)
- Punkteränge: Anzahl der Platzierungen innerhalb der Punkteränge (einschließlich Podium und Top 10)
- Starts: Anzahl gelaufener Rennen in der jeweiligen Disziplin

| Platzierung         | Einzel | Sprint | Verfolgung | Massenstart | Team | Staffel | Gesamt |
| ------------------- | ------ | ------ | ---------- | ----------- | ---- | ------- | ------ |
| 1. Platz            |        |        |            |             |      |         |        |
| 2. Platz            |        |        |            |             |      |         |        |
| 3. Platz            |        |        |            |             |      |         |        |
| Top 10              |        |        |            |             |      |         |        |
| Punkteränge         |        | 1      |            |             |      |         | 1      |
| Starts              | 1      | 2      | 1          |             |      |         | 4      |
| Stand: Karriereende |        |        |            |             |      |         |        |